# Xistrella stylata
Xistrella stylata är en insektsart som först beskrevs av Hancock, J.L. 1907.  Xistrella stylata ingår i släktet Xistrella och familjen torngräshoppor. Inga underarter finns listade i Catalogue of Life.